# 다이앤 소여
릴라 다이앤 소여(Lila Diane Sawyer, 1945년 12월 22일 ~ )는 미국의 언론인으로, 미국 ABC 뉴스의 기자, 공동 앵커이다.